# Venere (Mario Castelnuovo)
Venere è il quarto album del cantautore italiano Mario Castelnuovo, pubblicato nel 1987.

## Il disco
L'album viene pubblicato dopo la partecipazione di Castelnuovo al Festival di Sanremo 1987 con la canzone Madonna di Venere, delicato ricordo di un periodo di malattia durante l'infanzia che è contenuta nel disco e gli dà il titolo.
Questo è il primo disco del cantautore romano ad essere pubblicato anche in formato CD: quest'ultima versione contiene due brani in più, Pisellina e La nuvola.
Oltre ai brani già citati, si ricordano Rondini del pomeriggio, descrizione della vita di un gruppo di suore, Il primo volo, che racconta la storia di Yuri Gagarin ed il suo incontro dopo l'atterraggio con una contadina russa, Dentro la musica, dialogo di Castelnuovo con un'ammiratrice e Nobildonna, la canzone che apre il disco e che è un delicato omaggio alla sua città, Roma.
Tutte le canzoni sono scritte da Mario Castelnuovo, mentre gli arrangiamenti (che si distaccano molto da quelli dell'album precedente) e la produzione sono curati da Fabio Liberatori, ex tastierista degli Stadio.
In copertina vi è una fotografia del cantautore scattata da Laura Salvinelli.

## Tracce
LATO A
1. Nobildonna - 4:46
2. Rondini del pomeriggio - 3:16
3. Cuore di vetro - 4:52
4. Stellina piccola - 3:36

LATO B
1. Il primo volo - 3:59
2. Bubu - 3:17
3. Madonna di Venere - 3:15
4. Dentro la musica - 4:31

Bonus tracks:
1. Pisellina - 3:03
2. La nuvola - 4:03

Testi e musiche di Mario Castelnuovo
Prodotto da Fabio Liberatori

## Musicisti
- Mario Castelnuovo: voce, chitarra acustica
- Fabio Liberatori: tastiera, sequencer, batteria elettronica
- Marco Rinalduzzi: chitarra elettrica